# Новоторжский кремль
Новоторжский кремль — несохранившаяся крепость в Торжке. Первое упоминание относится к 1139 году, разрушена пожаром в 1742 году.

## История
Первое упоминание укреплений, преимущественно земляных, на месте кремля относится к 1139 году. Эти укрепления несколько дней сдерживали дружины владимиро-суздальского князя Юрия Долгорукого.
Впоследствии на месте этих укреплений были построены деревянные стены. Первое известное их строительство относится к 1158—1161 годам и связано с именем Давида Ростиславича.
Кремль неоднократно подвергался нападениям и осадам со стороны восставших. Одним из крупнейших стало восстание в 1228 году, когда неурожай и произвол властей привёл к бунту смердов, заставившему бояр и купцов бежать из Торжка.
Во время монгольского нашествия на Русь Торжок был в осаде войск Батыя две недели, но, не дождавшись помощи из Новгорода, пал. В строительстве дополнительных укреплений, которые должны были сдержать монгольские войска, принимало участие всё население города, включая женщин и детей. Штурм же сопровождался сильнейшим пожаром, в котором крепость была полностью уничтожена, и её строительство началось с нуля в середине XIII века.
Крупнейшее для Торжка антитатарское восстание случилось в 1340 году, когда по приказу Симеона Гордого начался сбор дани для татар. Выступавший на вече местный князь Симеон Внучек был убит, восстание было подавлено московскими войсками.
После освобождения от татарского ига крепость потеряла своё оборонительное значение и использовалась как тюрьма. Так, в XVI веке здесь содержались пленные крымские татары. Проезжавший в 1569 году через Торжок Иван Грозный с опричниной на Новгород приказал их всех убить, понявшие это татары подняли восстание. Царя спас Малюта Скуратов.
Кремль сгорел в 1742 году при большом пожаре и восстановлен не был.

## Описание
Во время наибольшего развития стена достигала 4 метров в высоту и 1400 метров в длину и содержала 11 башен: Спасскую надвратную, Глухую, Петровскую, Водяную, Угловую, Борисоглебскую, Тайницкую и другие. Площадь огороженной стеной территории — около 7 гектаров, на которых располагались: пороховой погреб, губная изба, земская губа, дворы стрелецкие, пушкарские и охотничьи, житницы и частные дома, например, дом князя, а также деревянная церковь, на месте которой в 1364 году построен каменный храм. Но при этом на территории кремля не было ни одного колодца, а источником воды служила протекающая у его стен Тверца.
Кремль находился на месте впадения в Тверцу ручья Здоровец, а с оставшейся стороны был прорыт ров с водой. На участке между деревянными укреплениями и рвом был насыпан земляной вал. Крепость охватывала 2 городища, известные под разными названиями — Новый Торг (от названия которого пошло название крепости — Новоторжская) и Торжок (по имени которого назван город).